# Offa's Dyke

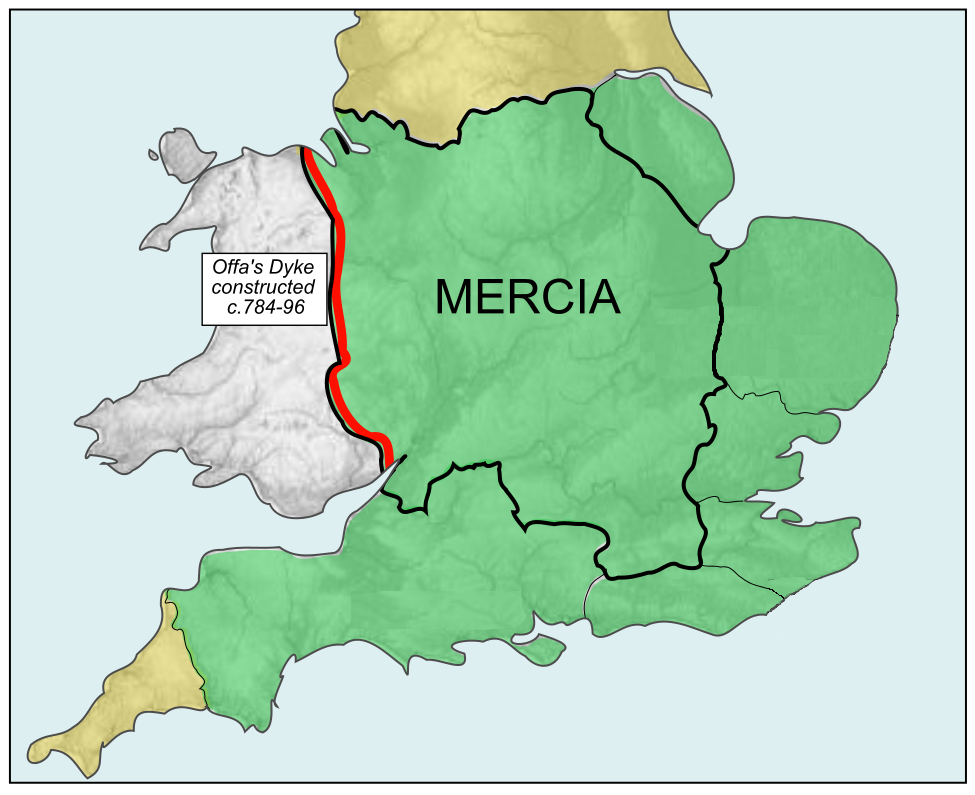
Locatie van Offa's Dyke.

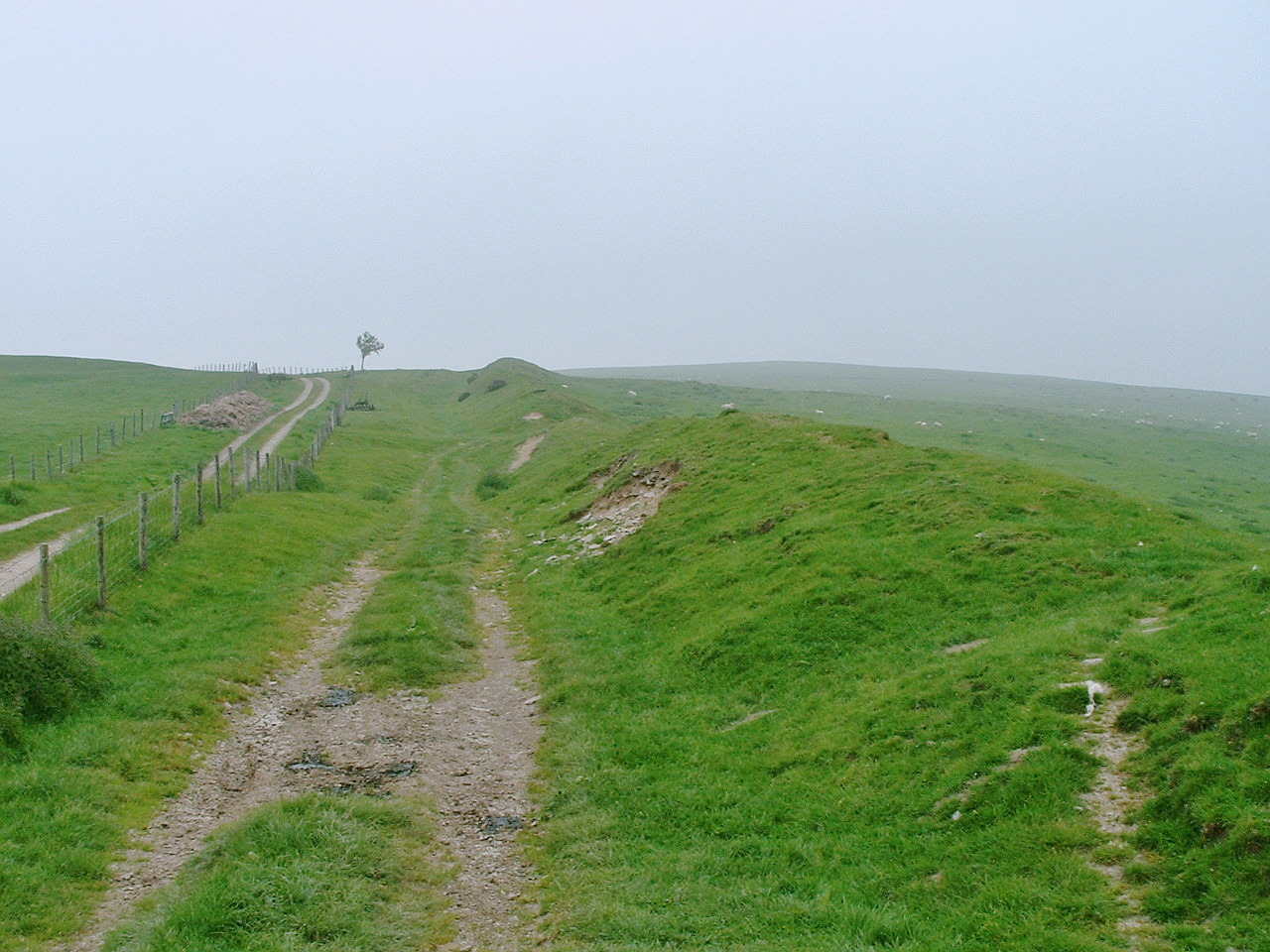
Een beschermd stuk van Offa's Dyke.

Offa's Dyke is een enorme aarden wal tussen Engeland en Wales die loopt van de monding van de rivier de Dee in het noorden tot de rivier de Wye in het zuiden (ongeveer 240 km lang). De dijk is onderbroken op plaatsen waar er al natuurlijke barrières zijn. Hierdoor is de 'werkelijke' lengte slechts 130 km. Op sommige plaatsen is de dijk 20 m breed (inclusief de greppels die er langs lopen) en 2,5 m hoog.
De wal wordt vooral toegeschreven aan Offa, koning van Mercia in de 8e eeuw. Het is niet bekend in welke mate koning Offa daadwerkelijk verantwoordelijk was voor het bouwen van de dijk. Belangrijke delen zouden vroeger reeds gebouwd zijn. De dijk kan gebouwd zijn om Welshe plundertochten te verhinderen, maar hij lijkt vooral gebruikt te zijn als een grens tussen Mercia en Powys.
Vandaag de dag loopt de grens tussen Engeland en Wales nog steeds grotendeels gelijk met de dijk. Hij heeft een culturele waarde als symbool van de scheiding tussen de landen, analoog met de symboliek van de Muur van Hadrianus tussen Engeland en Schotland.
Offa's Dyke Path, een wandelpad dat de route van de dijk volgt, is opgenomen in de Britse National Trails. Een groot deel van de dijk is verdwenen en ook zijn er bepaalde stukken afgesloten voor wandelaars. Een aantal delen van de dijk is beschermd.